# Jerzy Mackiewicz
Jerzy Adam Mackiewicz (ur. 18 czerwca 1961 w Lublinie) – polski okulista, profesor medycyny, kierownik Kliniki Chirurgii Siatkówki i Ciała Szklistego Katedry Okulistyki Uniwersytetu Medycznego w Lublinie.

## Życiorys
Absolwent I Liceum Ogólnokształcącego im. Stanisława Staszica w Lublinie. Dyplom lekarski zdobył w 1986 na Akademii Medycznej w Lublinie (obecnie Uniwersytet Medyczny) i na tej uczelni pozostał. Doktoryzował się w 1996 roku na podstawie pracy Badania histopatologiczne siatkówki królika po zastosowaniu perfluorodekaliny, przygotowanej pod kierunkiem Zbigniewa Zagórskiego. Habilitował się w 2009 roku na podstawie oceny dorobku i rozprawy pt.Tamponada wewnętrzna w chirurgii szklistkowo-siatkówkowej - badania in vivo. W 2011 objął funkcję kierownika Kliniki Chirurgii Siatkówki i Ciała Szklistego Katedry Okulistyki macierzystej uczelni. Tytuł profesora nauk medycznych został mu nadany w 2019.
Odbył szereg staży zagranicznych, m.in. w USA, Danii i Niemczech (Heidelberg, Kolonia, Bonn i Düsseldorf).
Członek Polskiego Towarzystwa Okulistycznego, American Society of Retina Specialists, European Vitreoretinal Society, Euretina oraz amerykańskiego Association for Research in Vision and Ophthalmology (ARVO).
W pracy klinicznej i badawczej specjalizuje się w diagnostyce i leczeniu chorób siatkówki i ciała szklistego, szczególnie w chirurgii szklistkowo-siatkówkowej (ciało szkliste i siatkówka). Jest autorem i współautorem ponad 100 publikacji, które ukazały się w renomowanych czasopismach krajowych i zagranicznych, m.in. w „Graefe's Archive for Clinical and Experimental Ophthalmology", „Acta Ophthalmologica", „Investigative Ophthalmology & Visual Science" oraz „Klinice Ocznej".